# Sthenelais nami
Sthenelais nami är en ringmaskart som beskrevs av José María Alfono Félix Gallardo 1968. Sthenelais nami ingår i släktet Sthenelais och familjen Sigalionidae. Inga underarter finns listade i Catalogue of Life.